# شهرستان کر (تگزاس)
شهرستان کر، تگزاس (به انگلیسی: Kerr County, Texas) یک سکونتگاه مسکونی در ایالات متحده آمریکا است که در تگزاس واقع شده‌است.

## خصوصیات
شهرستان کر ۲٬۸۶۷٫۱۳ کیلومترمربع مساحت دارد.